# Yuko Yoneda
Yuko Yoneda –en japonés, 米田 祐子, Yoneda Yuko– (8 de septiembre de 1979) es una deportista japonesa que compitió en natación sincronizada. Participó en los Juegos Olímpicos de Sídney 2000, obteniendo una medalla de plata en la prueba de equipo.

## Palmarés internacional
| Juegos Olímpicos | Juegos Olímpicos   | Juegos Olímpicos | Juegos Olímpicos |
| Año              | Lugar              | Medalla          | Prueba           |
| ---------------- | ------------------ | ---------------- | ---------------- |
| 2000             | Sídney (Australia) | Medalla de plata | Equipo           |